# Fettes College

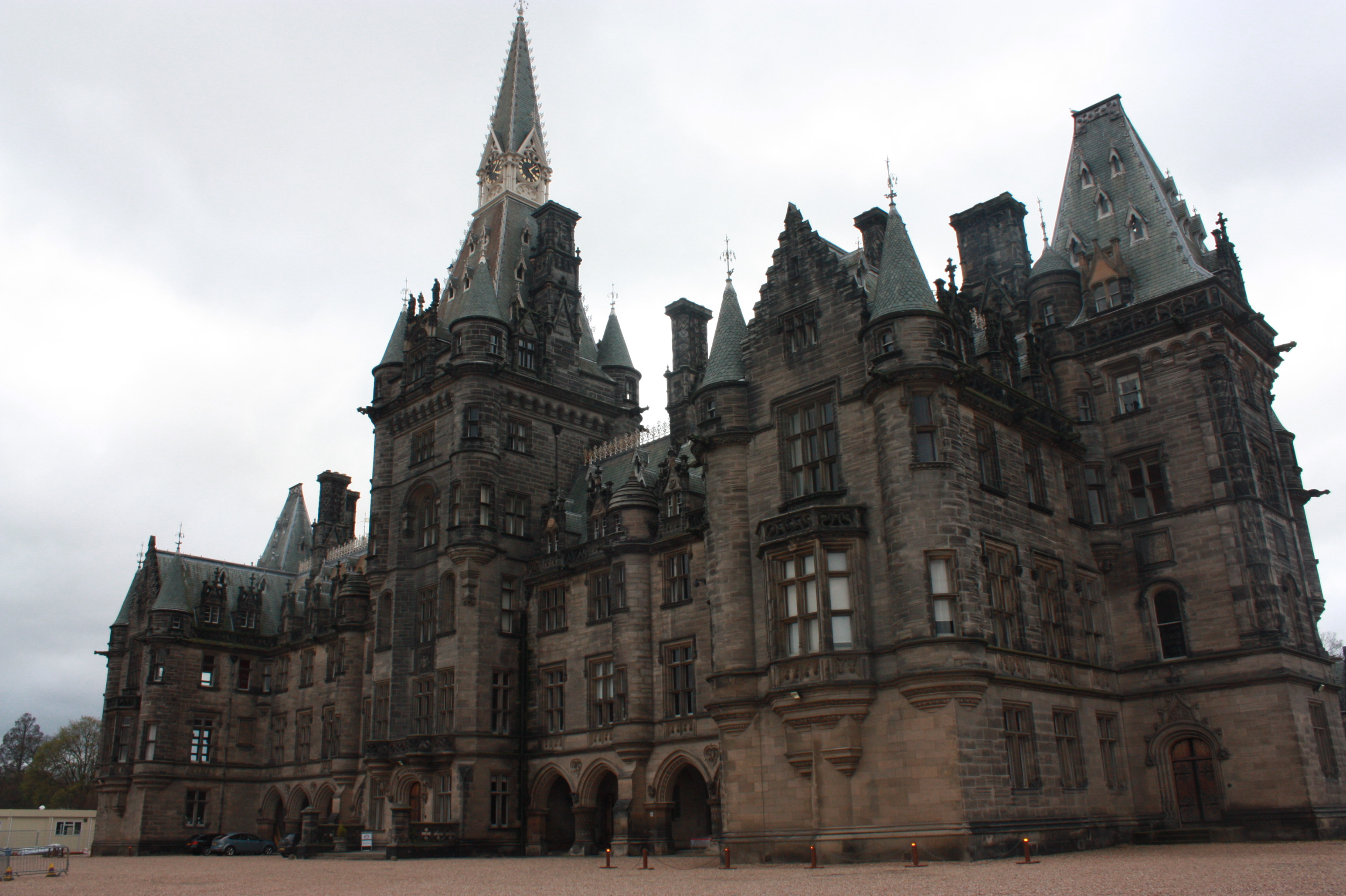
Fettes College, von Südosten

Das Fettes College ist eine unabhängige weiterführende Tages- und Internatsschule im schottischen Edinburgh. Das im Jahr 1870 von Sir William Fettes als reine Jungenschule gegründete Institut ist mittlerweile eine voll koedukative Einrichtung. Das Fettes College gilt heute als eine der renommiertesten Schulen im Vereinigten Königreich und wird gelegentlich auch als „das schottische Eton“ beschrieben.

## Geschichte

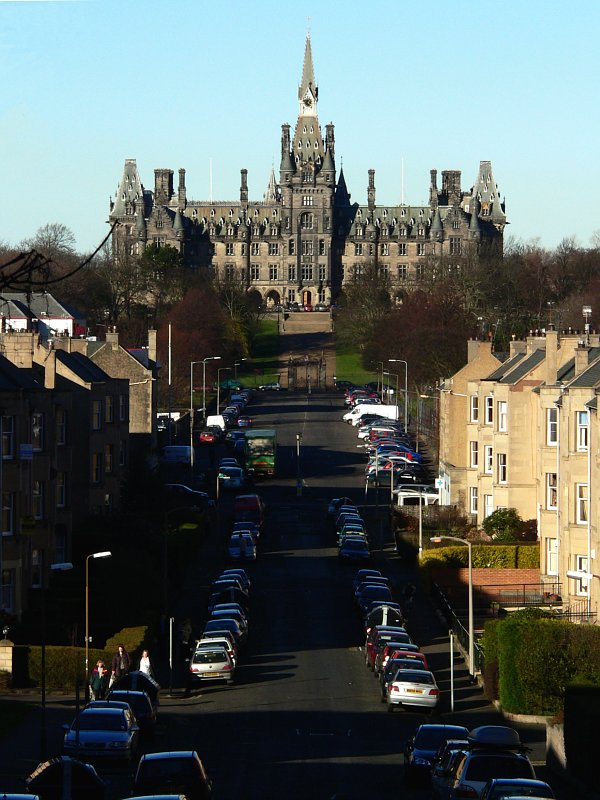
Fettes College

Fettes College wurde ursprünglich von dem reichen Geschäftsmann und Philanthropen Sir William Fettes, einem ehemaligen Lord Provost of Edinburgh, gegründet.
Er stellte eine große Summe Geld für die Ausbildung armer Jungen und Waisenkinder zur Verfügung. Nach seinem Tod wurde das Geld investiert, und die Erlöse wurden benutzt, um Land zu erwerben und die Gebäude für das College zu erbauen. Das auffällige Hauptgebäude, errichtet zwischen 1863 und 1869, wurde von dem schottischen Architekten David Bryce entworfen und vereint Elemente aus der Neugotik, dem Scottish Baronial und den mittelalterlichen Schlössern der Loire. Im Jahr 1870 wurde die Schule eröffnet, zunächst mit 53 Schülern. In den nächsten Jahrzehnten erwarb Fettes College schnell ein hohes Renommee. Bis 1970 eine reine Jungenschule, wurden in der Folge auch Mädchen zugelassen und ab 1983 wurde das Fettes College schließlich eine voll koedukative Einrichtung. Heute gehen am Fettes College etwa 750 Jungen und Mädchen im Alter von 7 bis 18 Jahren zur Schule.
Die Ausbildung am Fettes College folgt nicht dem schottischen, sondern dem englischen Ausbildungssystem; Schüler können deshalb Prüfungen zum General Certificate of Secondary Education und zum GCE Advanced Level ablegen, nicht jedoch schottische Examen. Das College räumt, wie viele vergleichbare Einrichtungen, dem Schulsport einen hohen Stellenwert ein. Sportarten wie Rugby, Cricket, Hockey und Fechten dominieren. Des Weiteren wird Wert auf andere Aktivitäten wie beispielsweise Debattierclubs, Theaterkurse, Musikveranstaltungen oder Schachklubs gelegt.
1999 wurde das Fettes College von der Sunday Times als eine der fünf besten koedukativen Schulen im Vereinigten Königreich benannt. Ferner wird es oft als eine Public School gelistet, auch wenn dieser Begriff in Schottland eigentlich als Synonym für staatliche Schulen verwendet wird.
Im Gegensatz zu den meisten Schulen bzw. Internaten in Schottland wurden körperliche Züchtigungen in Fettes nicht mit der Tawse, sondern wie in England mit einem Rohrstock vollzogen.

## Internatswohnheime

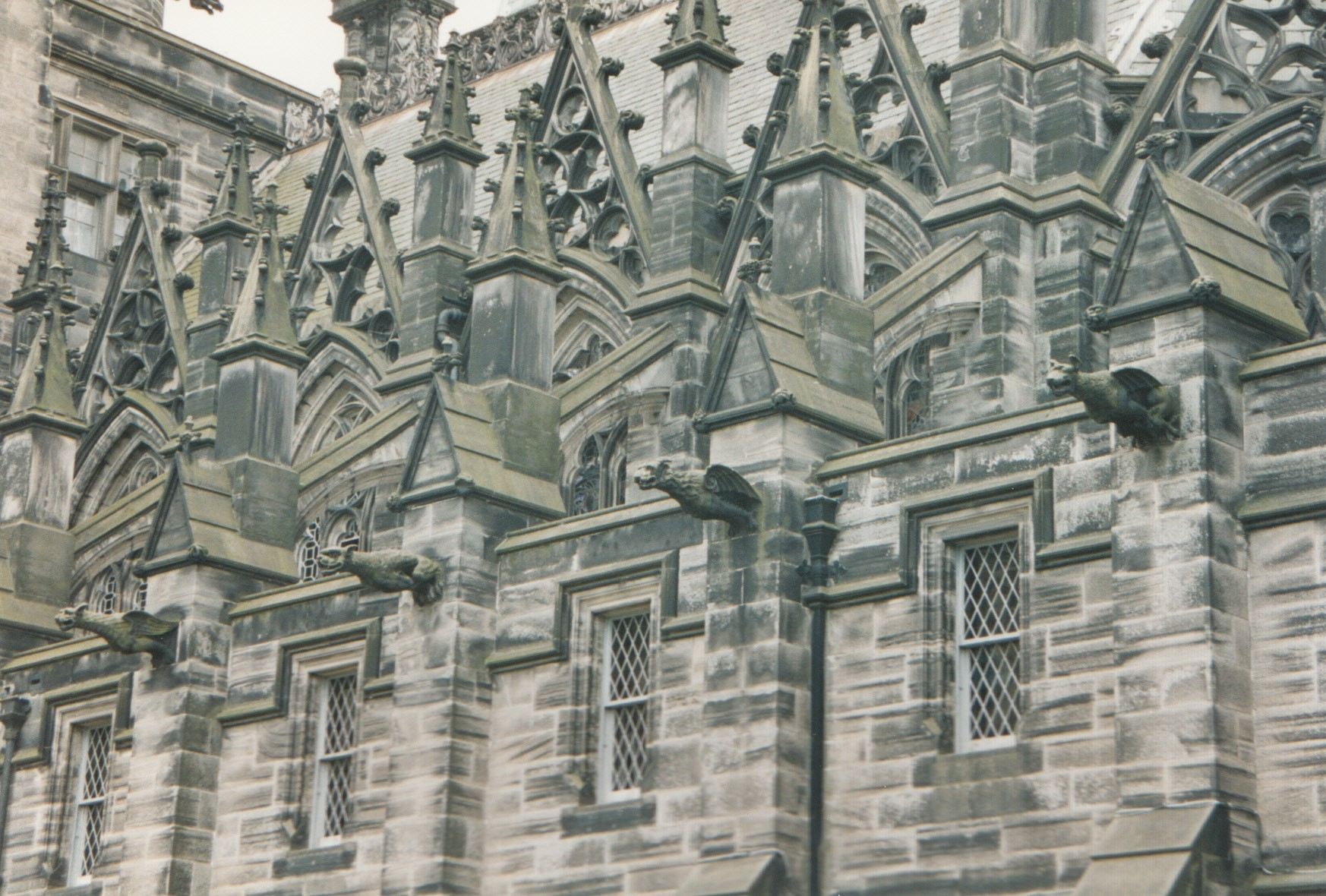
Architektonisches Detail

Derzeit besteht das College aus neun von Lehrern betreuten Wohnheimen, den sogenannten Häusern; vier für Jungen, vier für Mädchen und, seit 2007, auch ein gemischtes Wohnheim. Daneben gibt es traditionell eine gewisse Anzahl von Tagesschülern, die das Fettes College besuchen.

### Jungen

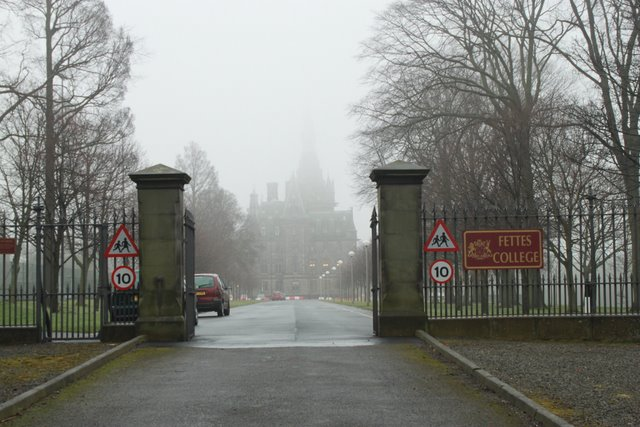
Einfahrtstor zum College

- Carrington (seit 1872)
- Glencorse (seit 1873)
- Kimmerghame (seit 1920)
- Moredun (seit 1870)

### Mädchen
- Arniston (seit 1983)
- College East (seit 1984)
- College West (seit 1984)
- Dalmeny (seit 2012)

### Gemischt
- Craigleith (seit 2007)

## Schuldirektoren

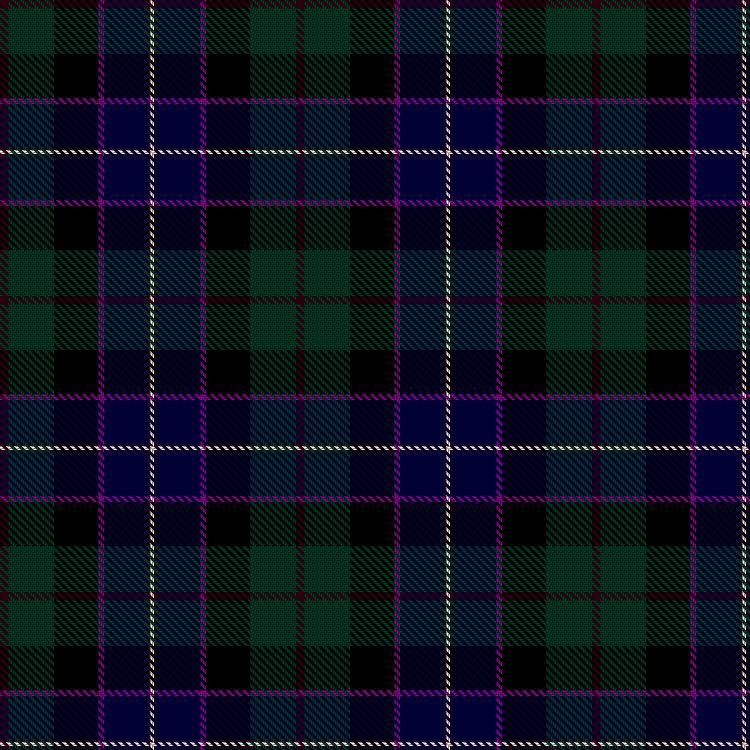
Der Tartan des Fettes College

- 1870–1889 Alexander Potts
- 1890–1919 William Heard
- 1919–1945 Alec Ashcroft
- 1945–1958 Donald Crichton-Miller
- 1958–1971 Ian McIntosh
- 1971–1979 Anthony Chenevix-Trench
- 1979–1988 Cameron Cochrane
- 1988–1998 Malcolm Thyne
- 1998–2017 Michael Spens
- 2017–2019 Geoffrey Stanford
- 2019–0000 Helen Harrison

## Berühmte ehemalige Schüler (Auswahl)
Ehemalige Schüler sind in der Verbindung Old Fettesian Association (OFA) zusammengeschlossen. Einige berühmte Schüler sind:

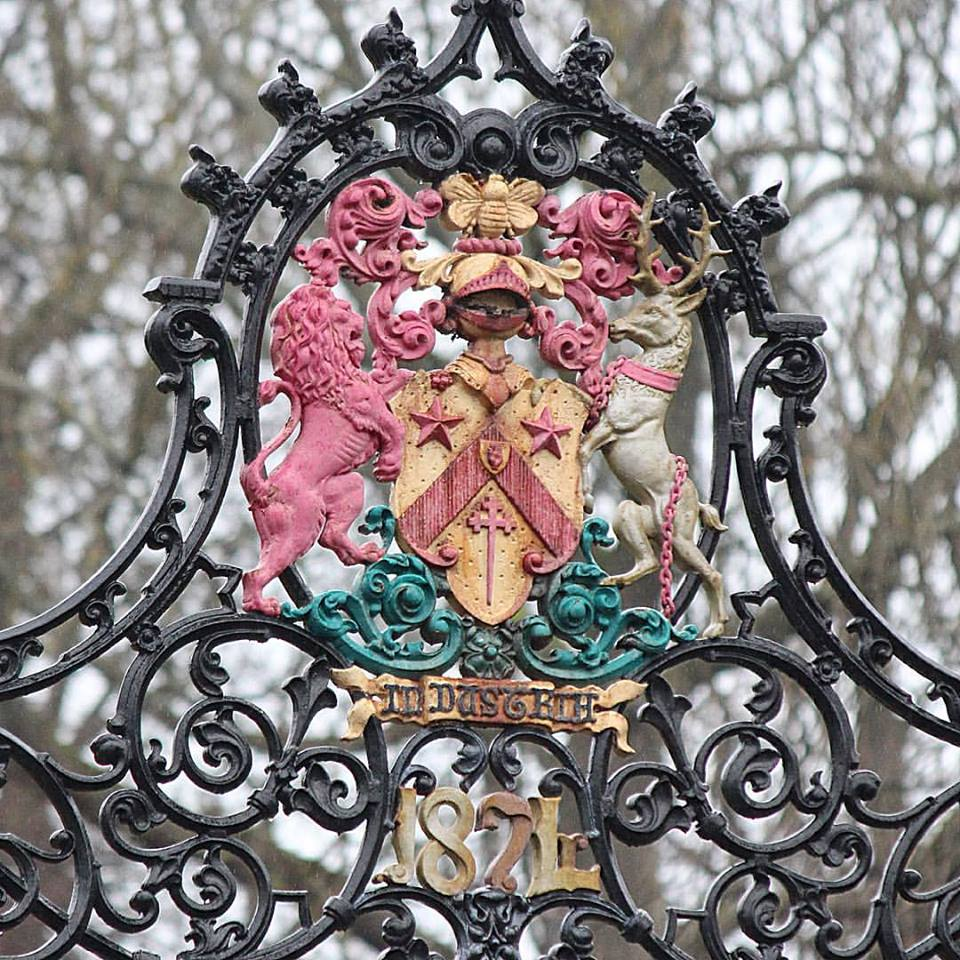
Wappen

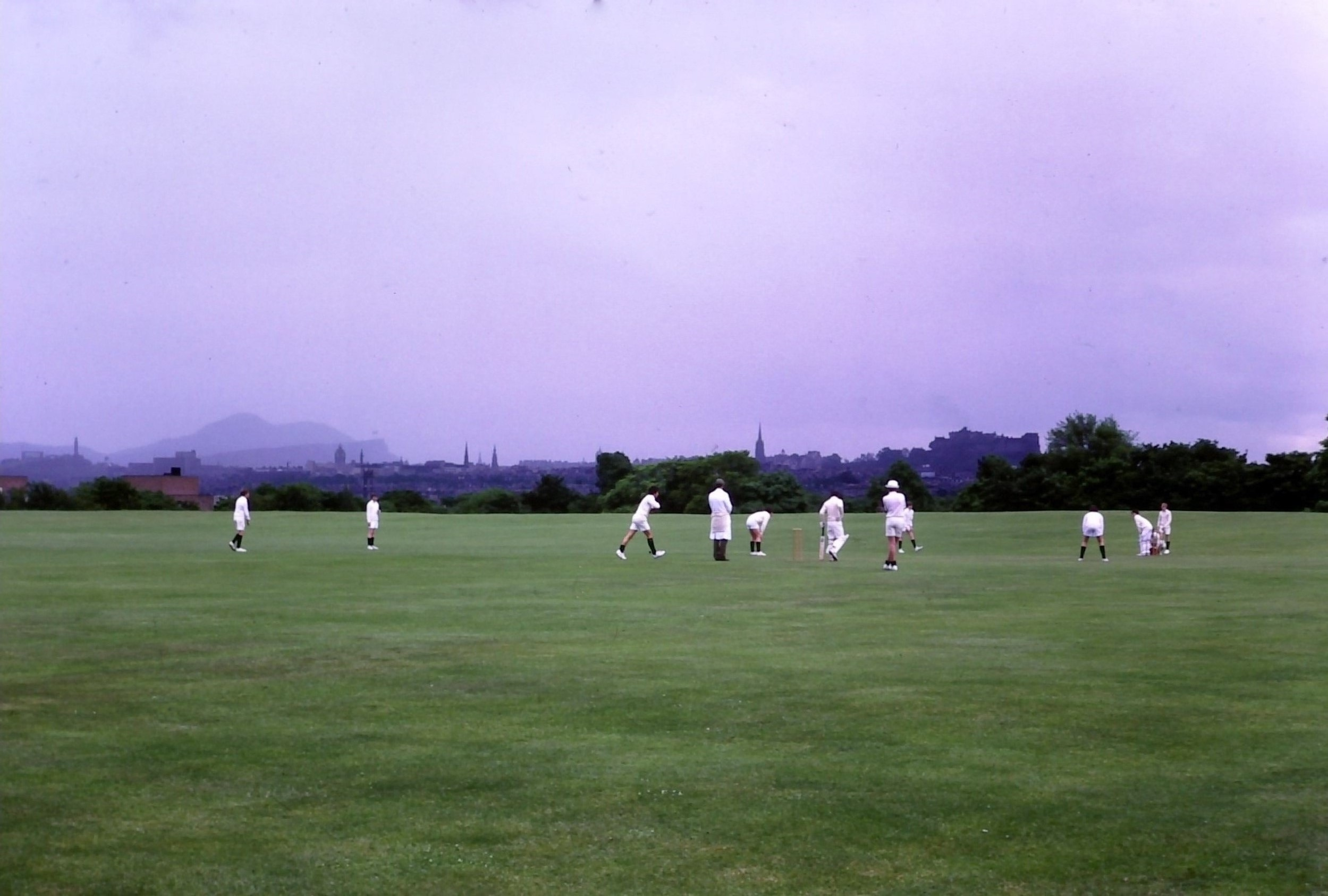
Cricket-Feld des Fettes College

- John Arbuthnott, 16. Viscount of Arbuthnott (1924–2012), Geschäftsmann
- Tommy Armour (1894–1968), Golfer
- Tony Blair (* 1953), Politiker
- Angus Deaton (* 1945), Ökonom
- Richard Fraser, Baron Fraser of Kilmorack (1915–1996), Politiker
- William Theodore Heard (1884–1973), Kurienkardinal
- Selwyn Lloyd (1904–1978), Politiker
- R. H. Bruce Lockhart (1887–1970), Diplomat
- Roderick Douglas Macdonald (1921–2001), Vizeadmiral
- David MacLennan (1948–2014), Schauspieler, Regisseur und Theaterproduzent
- Iain Macleod (1913–1970), Politiker und Zeitungsverleger
- John Morrison, 2. Viscount Dunrossil (1926–2000), Diplomat
- Wilfrid Normand, Baron Normand (1884–1962), Politiker
- William Henry Ogilvie (1869–1963), Dichter und Pferdezüchter
- William Robert Ogilvie-Grant (1863–1924), Ornithologe
- David Ogilvy (1911–1999), Werbetexter
- Robert Alexander Rankin (1915–2001), Mathematiker
- Cecil Reddie (1858–1932), Pädagoge
- John Simon, 1. Viscount Simon (1873–1954), Politiker
- Tilda Swinton (* 1960), Schauspielerin und Oscar-Preisträgerin
- D. R. Thorpe (1943–2023), Historiker
- Michael Tippett (1905–1998), Komponist
- Edward Wadsworth (1889–1949), Maler

## Fettes College in Populärkultur und Fiktion
In seinem 1964 veröffentlichten Roman You Only Live Twice ließ Autor Ian Fleming seinen Agenten James Bond in der Jugend Fettes College besuchen, nachdem er zuvor vom Eton College verwiesen worden war. Die Marvel-Comics-Figur Captain Britain hat ebenfalls in ihrer fiktionalen Jugend Fettes College besucht.